# Biała Błotna
Biała Błotna (prononciation : [ˈbjawa ˈbwɔtna]) est une localité polonaise de la gmina de Kroczyce, située dans le powiat de Zawiercie en voïvodie de Silésie.